# Hans Rottenhammer
Hans ou Johann Rottenhammer (Munich, 1564 - Augsbourg, 1625) est un peintre bavarois marié à une Vénitienne.

## Biographie
Élève de Hans Donauer l'ancien (de) à Munich en 1582, Rottenhammer s’établit à Trévise (1589), Venise en 1591, puis à Rome en 1594, il retourne à Venise en 1595 et est membre de la corporation des peintres. Il est à Augsbourg à la cour en 1601 avec une notoriété « colossale ». Il y meurt en 1625, selon certaines sources « pauvre et alcoolique ».
Il tient une place spécifique dans l’histoire de l’art allemand, en sa façon de traduire l’« essence » de la haute renaissance vénitienne par de petits formats. Ses peintures représentant des scènes mythologiques ou religieuses, imprégnées de « classicisme Renaissance», sont hautement appréciées jusqu’au XVIIIe siècle.
Il fut le premier artiste allemand à se spécialiser dans la peinture portée sur un meuble. À Venise, il s’est fait une réputation avec ses petites peintures très finies sur cuivre, pour meubles, qui représentaient des sujets religieux et mythologiques combinant des éléments de style flamand-allemand et italien. Il alliait, en particulier, la tradition des paysages du Nord tout en s’inspirant des styles de composition et de figure de Véronèse et du Tintoret.  Ayant collaboré, pendant son séjour à Rome, avec Paul Bril, un artiste flamand vivant à Rome, il est resté en contact régulier avec celui-ci, lui envoyant, d’après la lettre d’un marchand de tableaux de 1617, des plaques avec les figures peintes pour que Bril lui fournisse le paysage. Il a également collaboré de cette façon avec Jan Brueghel l'Ancien.
Sa courtoisie apprise à la cour de Munich où son père était palefrenier lui a apporté en Italie les commandes du Cardinal Federico Borromeo.
Il a employé Adam Elsheimer comme assistant en 1598 ou 1599, et il l’a présenté à Bril dont il est devenu l’ami proche lors de son passage à Rome.

En 1600, l’empereur Rodolphe II lui a commandé une Fête des Dieux aujourd’hui à l’Ermitage. Une fois de retour en Allemagne, il a travaillé sur de plus grands retables et des décorations pour les palais, y compris la Résidence de Munich et le château de Bückeborg (Goldener Saal), plus dans le style du maniérisme du Nord que de son travail italien.

## Œuvres
Il pratique le dessin, la gravure, les écussons en bas-relief sur cuivre repoussé, les toiles, les retables, les ciels de demeures et églises (peinture sur voûte), les fresques murales : 
Il est répertorié par l'historien d'art Joachim von Sandrart, qui lui est contemporain.
Toutes les œuvres de maturité de Elsheimer, petites et sur cuivre, continuent de développer la synthèse des styles flamand et italien, ainsi que le recours du paysage; elles sont destinées dès l'origine à être collectionnées.
Parmi ses œuvres notables, celles pour Rodolphe II : une Nativité (1608) au musée de Vienne.
Compositions
- ?, miniature plume et couleur 14 × 12 cm, Vulcain forgeant les armes d'Achille, en présence de Mercure, Neptune, Mars Musée du Louvre[inv. 1]
- ?, huile sur cuivre, Danaë and the Shower of Gold Nationalmuseum Stockholm (idem Titien 1544)[inv. 2]
- 1595, huile sur cuivre 91 × 63 cm fait à Rome, Allerheiligenbild mit Marienkrönung Musée Althorp The Earl Spencer, Angleterre
- 1600, huile sur cuivre 34 × 45 cm fait à Prague (Rodolf II de Habsbourg), Feast of the Gods (The Marriage of Peleus and Thetis), Musée de l'Ermitage, Saint-Pétersbourg[inv. 3]
- 1600, huile sur cuivre 16 × 23 cm fait à Cologne,   Christ and the woman of Samaria[6] Te Papa Tongarewa museum Wellington Nouvelle-Zélande
- 1611, retable église détruite en Poméranie, Allerheiligenbild (oder Paradies)
- 1611, fresques murales intérieur et extérieur - maison détruite Hopfer Eberts à Augsbourg, Vanitas (Personifikation) u. Virtus (Personifikation) (étude initiale Vénus et Cupidon, dessin à la plume, expo. coll. privée Allemagne 1984)

Ses toiles figurent dans de nombreux musées d’Europe[Lesquelles ?] (Londres, Munich, Dijon, Augsbourg, Berlin, Cambridge, Saint–Petersbourg, Amsterdam, Milan, Schwerin) mais aussi Los Angeles, Dunedin et Alger.

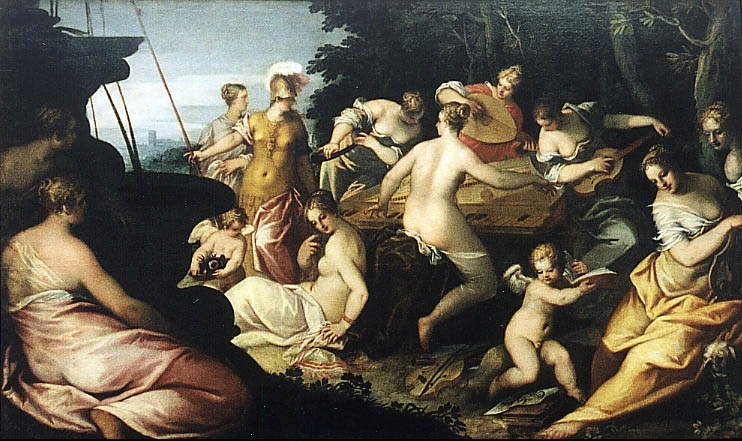
Minerve et les Muses, 1603, Germanisches Nationalmuseum.
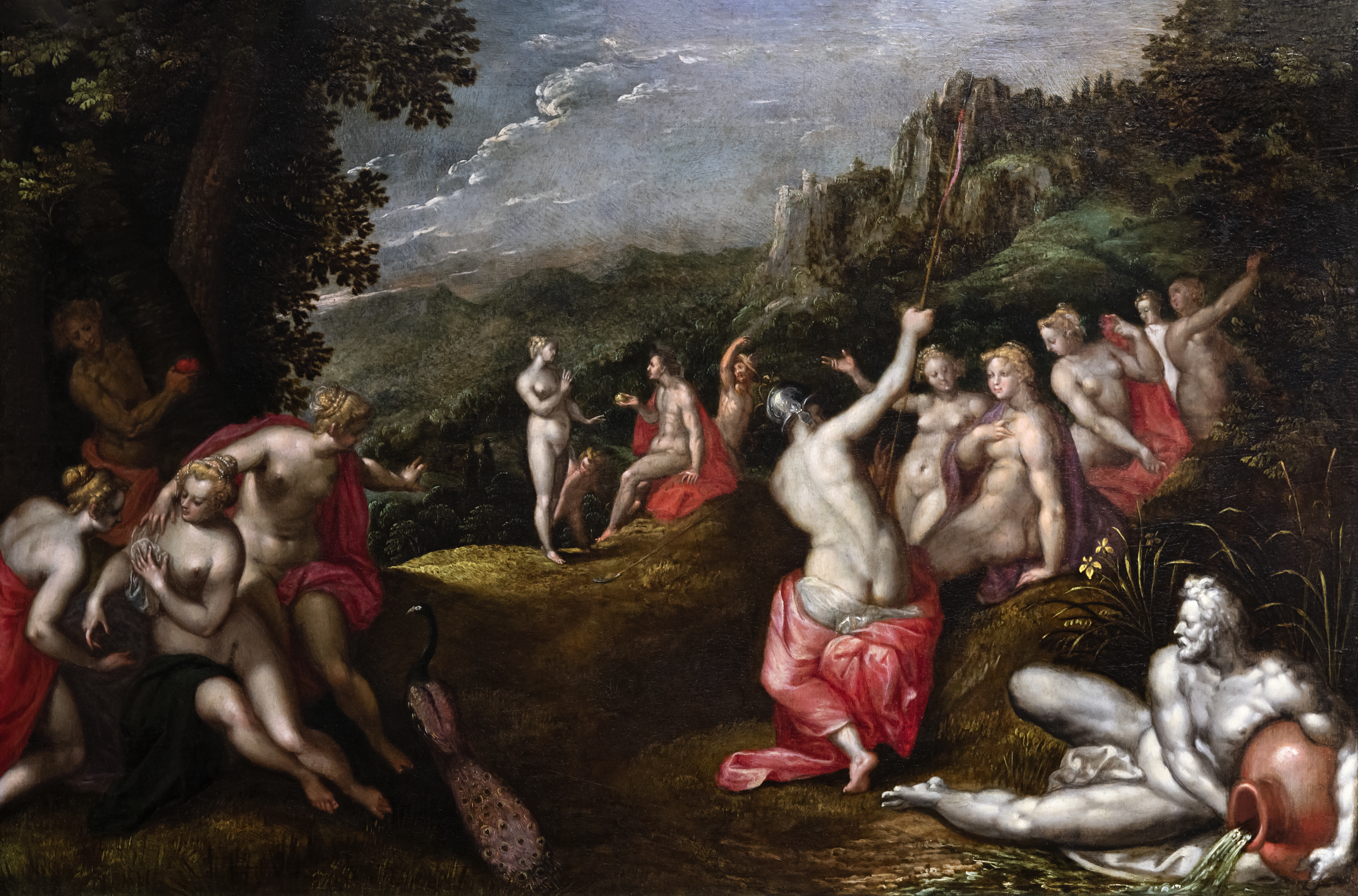
Le Jugement de Pâris -  Musée des Beaux-Arts d'Agen
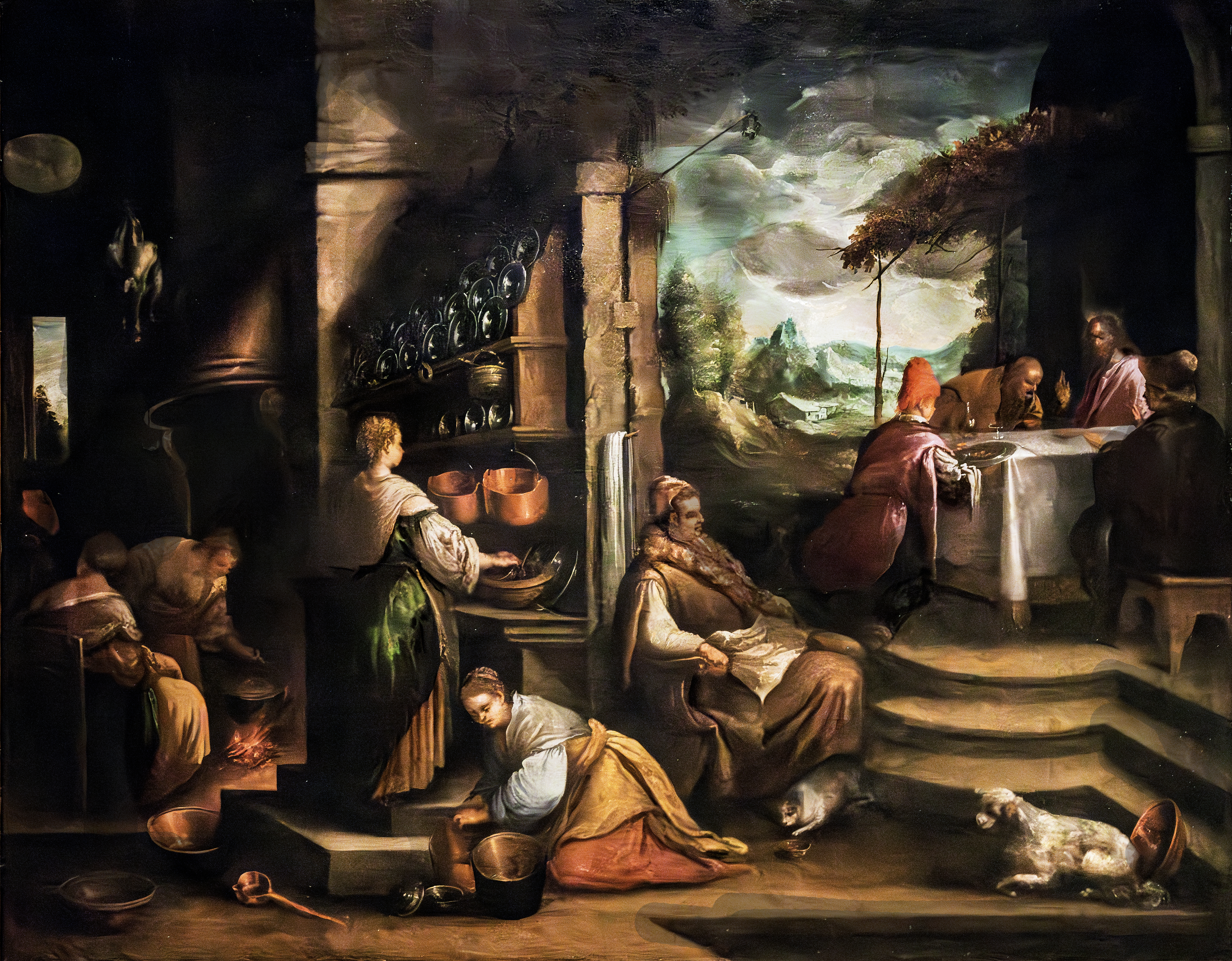
Souper chez Emmaüs - Trévise Museo Civico
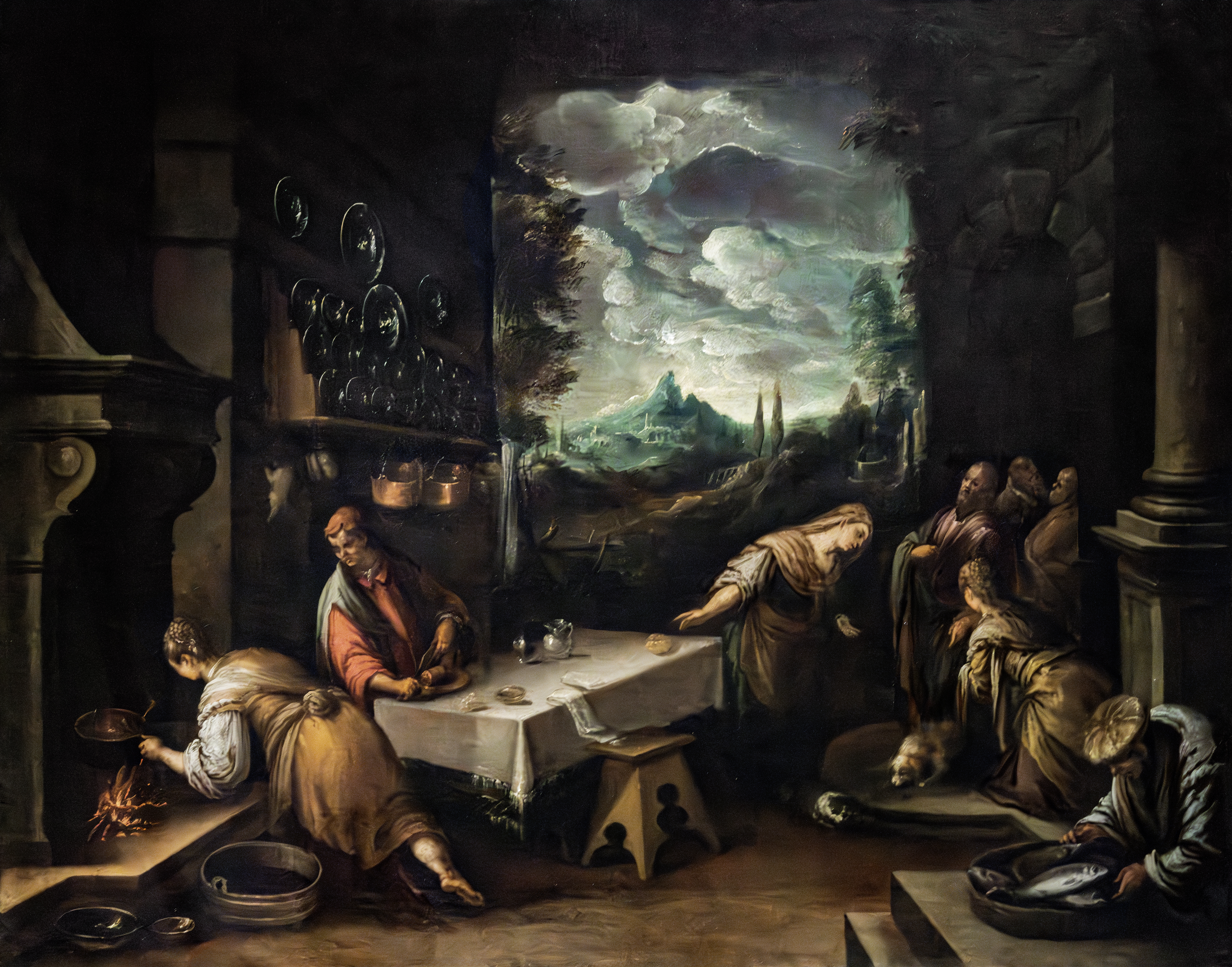
Jésus chez Marthe et Marie - Trévise Museo Civico

## Dessins
- Le Christ et la femme adultère, pierre noire, plume, encre noire et lavis d'encre de Chine, 0,190 × 0,150 m, Paris, Beaux-arts de Paris, inv. n°Mas 163[8],[9].
- Projet de médaillon flanqué des allégories de la Tempérance et de la Paix, pierre noire, plume, encre brune et lavis brun, 0,176 × 0,148 m, Paris, Beaux-arts de Paris, inv. n°O.1562[10],[11].